# Odrůdové víno
Odrůdové víno je víno vyrobené z jedné odrůdy vinné révy. Jde o víno, které má charakteristicky aromaticky účinné látky dané odrůdy. Musí obsahovat nejméně 85% vína vyrobeného z odrůdy uvedené na obalu. Známkové jakostní víno - může být vyrobeno smícháním odrůdových jakostních vín. Naopak cuvée je směsí vín více odrůd. Odrůdová vína jsou žádaná zejména v evropských zemích (s výjimkou Francie).